# India Amarteifio
India Ria Amarteifio, plus couramment appelée India Amarteifio, née le 17 septembre 2001 à  Kingston upon Thames au Royaume-Uni, est une actrice britannique.

## Biographie

### Enfance et formation
India Amarteifio naît le 17 septembre 2001 à Kingston upon Thames, au Royaume-Uni. Elle est d'origine ghanéenne par son père et allemande par sa mère. Elle se passionne très tôt pour les arts. Au cours de sa scolarité, elle apprend la danse et joue de plusieurs instruments de musique. En 2013, elle obtient une bourse qui lui permet d'intégrer la Sylvia Young Theatre School. À l’université, elle obtient un BFA en théâtre.

### Carrière
En 2013, India Amarteifio fait ses débuts à la télévision dans le téléfilm Gangsta Granny. En 2015, elle obtient un rôle récurrent dans la série télévisée The Interceptor puis l'un des rôles principaux dans Les Chroniques d'Evermoor. Au cours de cette même année, elle fait de brèves apparitions dans quatre autres séries : Doctor Who, Hank Zipzer et Fungus The Bogeyman, dans laquelle elle double le personnage de Ella. En 2017, elle poursuit sa carrière au sur le petit écran et campe le personnage de Maya Roebuck dans la série Tunnel avant de faire partie de la distribution de Line of Duty, de Jed Mercurio,,.
En 2019, India Amarteifio fait ses premiers pas au cinéma et joue dans The Singing Club, long-métrage du réalisateur britannique Peter Cattaneo. Toujours en 2019, elle apparaît dans Sex Education,. En 2022, elle décroche un rôle récurrent dans The Midwich Cuckoos, une série télévisée créée par David Farr.
En 2023, India Amarteifio est propulsée du jour au lendemain sous les feux des projecteurs avec un rôle majeur : celui de la Reine Charlotte dans La Reine Charlotte : Un chapitre Bridgerton, spin-off et prequel de La Chronique des Bridgerton,. Cette nouvelle production de Shonda Rhimes, s'intéresse aux premières années du couple de monarques britanniques et à leurs relations tourmentées. La série est diffusée sur la plateforme Netflix le 4 mai 2023.
Le 18 juin 2024, il est annoncé qu'India Amarteifio et Damian Hardung seront les vedettes du film romantique Into The Deep Blue du réalisateur Jonathan Wright.

## Filmographie
Sauf indication contraire ou complémentaire, les informations mentionnées dans cette section proviennent de la base de données IBDb.

### Cinéma

#### Longs métrages
- 2019 : The Singing Club, de Peter Cattaneo : Frankie
- 2025 : Into The Deep Blue de Jonathan Wright : Fiona

### Télévision

#### Téléfilms
- 2013 : Gangsta Granny, de Matt Lipsey : Florence

#### Séries télévisées
- 2015 : The Interceptor, de Tony Saint : Hannah et Chloé (rôle récurrent, 7 épisodes)
- 2015 : Doctor Who, de Russell T Davies : Alison (1 épisode)
- 2015 : Hank Zipzer, de Lin Oliver : Simone Green (1 épisode)
- 2015 - 2017 : Les Chroniques d'Evermoor, de Diane Whitley : Lacie Fairburn (rôle principal, 32 épisodes)
- 2017 : Line of Duty, de Jed Mercurio : Sophie (3 épisodes)
- 2017 - 2018 : Tunnel, de Ruth Kenley-Letts : Maya Roebuck (6 épisodes)
- 2018 : Unforgotten, de Chris Lang : Kaz (1 épisode)
- 2019 : Sex Education, de Laurie Nunn : Lizzie (1 épisode)
- 2022 : The Midwich Cuckoos, de David Farr : Nora Randall (7 épisodes)
- 2023 : La Reine Charlotte : Un chapitre Bridgerton de Shonda Rhimes : Reine Charlotte, jeune (rôle principal)

### Clips
- 2022 : Mosquito de PinkPantheress

## Doublage

### Télévision

#### Séries d'animation
2015 : Fungus the Bogeyman : Ella (rôle récurrent, 3 épisodes)